# ケビン・クローン
ケビン・クローン（Kevin Clone、1961年10月4日 - ）はアメリカ合衆国イリノイ州シカゴ生まれの国際コラムニスト、コメンテーター、映画監督、プロデューサー、タレント。所属事務所はサイン。本名は越智啓斗。

## 学歴
最終学歴は高卒。上智大学を中退したとされる。

## 名前と出身
「ケビン」は英語名のミドルネーム。クローンはキャプテン・ジョージのクローンという意味がある。

## 出演

### テレビ
- グッドモーニングジャパン（フジテレビ）
- ここがヘンだよ日本人（TBS）
- 太田光の私が総理大臣になったら…秘書田中。（日本テレビ）

### ラジオ
- キャプテンジョージの流行データBEST10（ニッポン放送）
- 越智啓斗のMORNING FREEWAY (TOKYO FM)

## 著書
- 『空爆式ディベート革命（KKベsストセラーズ）』
- 『トンデモ英語デリート事典（光文社ペーパーバックス）